# Telefunken-Hochhaus
Il Telefunken-Hochhaus (letteralmente: “Grattacielo Telefunken”), nei primi anni noto anche come Haus der Elektrizität (“Casa dell'elettricità”), è un edificio direzionale di Berlino, sito sul lato occidentale di Ernst-Reuter-Platz, nel quartiere di Charlottenburg.
L'edificio è posto sotto tutela monumentale (Denkmalschutz).

## Storia
Nel 1955 Bernhard Hermkes vinse il concorso urbanistico per il ridisegno di Ernst-Reuter-Platz dopo le distruzioni belliche; il suo progetto prevedeva un certo numero di edifici alti ai margini della piazza, dominati da un grattacielo alto 80 metri posto all'angolo con la Bismarckstraße e con la Otto-Suhr-Allee.
La progettazione architettonica, comunque vincolata alle dimensioni stabilite dal piano urbanistico, venne affidata dall'investitore Jacques Rosenstein agli architetti Paul Schwebes e Hans Schoszberger.
L'edificio venne costruito dal 1958 al 1960, e divenne un simbolo della rinascita economica di Berlino Ovest e, ospitando la sede della società Telefunken, del progresso dell'industria tecnologica della Germania Federale. All'inaugurazione presenziarono il borgomastro Willy Brandt e la rappresentante degli Stati Uniti d'America a Berlino Eleanor Dulles.
Nel 1974, dopo il trasferimento della Telefunken nella Germania Occidentale, il grattacielo venne acquisito dalla Technische Universität, la cui sede si trova sul lato opposto della piazza.
Dal 1994 al 1997 l'edificio venne restaurato senza modifiche di rilievo all'aspetto esteriore.

## Caratteristiche
L'edificio, che ha struttura portante in calcestruzzo armato, conta 21 piani ed è alto 80 metri.
Per lo schema funzionale i progettisti si ispirarono al grattacielo Pirelli di Milano, allora appena terminato: il riferimento è evidente nella pianta in forma di fuso e nella posizione dei collegamenti verticali (scale alle due estremità, ascensori e spazi tecnici al centro della facciata posteriore). Nella definizione architettonica della facciata principale, al contrario, il Telefunken-Hochhaus si caratterizza per forme più plastiche, distanti dal levigato facciata continua progettato da Gio Ponti per il grattacielo milanese.